# Europese kampioenschappen beachvolleybal 2013
De Europese kampioenschappen beachvolleybal 2013 werden van 30 juli tot en met 4 augustus gehouden in de Oostenrijkse stad Klagenfurt. De wedstrijden werden gespeeld in een stadion dat plaats bood aan 8.000 toeschouwers bij het Klagenfurter Strandbad aan de Wörthersee.

## Opzet
Aan de kampioenschappen deden zowel bij de mannen als de vrouwen 32 tweetallen mee, dus 64 teams en 128 spelers in totaal. De 32 teams per toernooi waren in acht poules van vier verdeeld, waarvan de groepswinnaars direct naar de achtste finales gingen. De nummers twee en drie speelden in een tussenronde. Vanaf de tussenronde werd via een knock-outsysteem gespeeld. Het prijzengeld per toernooi bedroeg €100.000.

## Medailles

### Medaillewinnaars
| Onderdeel | Goud | Goud                               | Zilver | Zilver                             | Brons | Brons                           |
| --------- | ---- | ---------------------------------- | ------ | ---------------------------------- | ----- | ------------------------------- |
| mannen    | ESP  | Pablo Herrera Adrián Gavira        | LAT    | Aleksandrs Samoilovs Jānis Šmēdiņš | POL   | Grzegorz Fijałek Mariusz Prudel |
| vrouwen   | AUT  | Doris Schwaiger Stefanie Schwaiger | ESP    | Liliana Fernández Elsa Baquerizo   | GER   | Laura Ludwig Kira Walkenhorst   |

### Medaillespiegel
| Rang   | Land       | Goud | Zilver | Brons | Totaal |
| 1      | Spanje     | 1    | 1      | 0     | 2      |
| 2      | Oostenrijk | 1    | 0      | 0     | 1      |
| 3      | Letland    | 0    | 1      | 0     | 1      |
| 4      | Duitsland  | 0    | 0      | 1     | 1      |
| 4      | Polen      | 0    | 0      | 1     | 1      |
| Totaal | Totaal     | 2    | 2      | 2     | 6      |